# Jens Winther (Jazzmusiker)

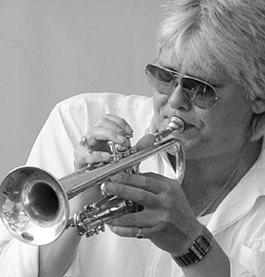
Jens Winther, Copenhagen Jazz Festival

Jens Winther (* 29. Oktober 1960  in Næstved; † 24. Februar 2011 in Genf) war ein dänischer Trompeter sowie Flügelhornist des Modern Jazz und Komponist.

## Leben und Wirken
Winther kam 1978 nach Kopenhagen, spielte zunächst in lokalen Bands und begann seine internationale Karriere als Solotrompeter des Dänischen Radio-Orchesters (von 1982 bis 1989) und Mitte der 1980er Jahre in Ernie Wilkins’ Almost Big Band. 1989 zog Winther nach New York City, um zwei Jahre im Jazz Composer’s Workshop unter der Leitung von Bob Brookmeyer zu arbeiten. Er spielte außerdem als Solist mit der WDR Big Band Köln (The Escape 1994), in der George Gruntz Concert Jazz Band (Merryteria, 1998), in der Big Band von Carla Bley (Fleur Carnivore, 1988) und mit Palle Mikkelborg und Miles Davis (Aura, 1985).
Für Bigbands, aber auch für Sinfonieorchester und Chöre schrieb Winther zahlreiche Kompositionen. Sein Konzert für Trompeter und Orchester wurde 1994 auf dem Musikfestival in Riga uraufgeführt. Mit dem Sinfonieorchester Århus führte er 1999 sein zweites Trompetenkonzert The Eagle auf, gefolgt von der Komposition Pluto and Beyond, die er für das Metropole Orchestra schrieb.
1987 erhielt Winther den Ben Webster Prize. Seit Ende der 1980er Jahre arbeitete er auch mit eigenen Formationen und nahm für die Label Storyville und Stunt Records eine Reihe von Alben auf, u. a. 1988 Looking Through mit Tomas Franck, Thomas Clausen, Jesper Lundgaard und Alex Riel, Scorpio Dance (1991) mit Tomas Franck und Al Foster; 1996 das Bigband-Album The Four Elements mit Mitgliedern der International Association of Schools of Jazz, die Winthers vierteiliges Werk auf dem Jazzfestival Kopenhagen aufführten. 2005 entstand mit seinem European Quintet mit Tomas Franck, Antonio Faraò, Palle Danielsson und Dejan Terzic das Album Concord. In seinen letzten Jahren arbeitete er außerdem mit seinem Fusion-Projekt JW-Electrazz sowie im Trio mit Tino Derado (Piano) und Pepe Berns (Bass), mit dem er 2009 das Album Love Songs einspielte. Auch ging er 2010 mit Klaus Lenz auf Tournee.
Winther starb an einem Hirnschlag. Seine Kinder sind die Sängerin Malene Mortensen und der Pianist Carl Winther.